# Сорколь (озеро, Фёдоровский район)
Сорколь (каз. Соркөл) — озеро в Фёдоровском районе Костанайской области Казахстана. Находится в 9 км к востоку от посёлка Кара-Копа, в 1 км к югу от Камышный Чандак и в 1 км к северу от Жангир.
По данным топографической съёмки 1943 года, площадь поверхности озера составляет 1,75 км². Наибольшая длина озера — 1,7 км, наибольшая ширина — 1,4 км. Длина береговой линии составляет 5,1 км, развитие береговой линии — 1,09. Озеро расположено на высоте 174,9 м над уровнем моря.